# گون مارگیت آندریاسن
گون مارگیت آندریاسن (انگلیسی: Gunn Margit Andreassen؛ زادهٔ ۲۳ ژوئیهٔ ۱۹۷۳) ورزشکار دوگانه اهل نروژ است.

## زندگی شخصی
او دختر ایوار آندریسن و خواهرزاده ریدار آندریسن است که هر دو اسکی باز و دونده بودند. او در کریستیانسند به دنیا آمد ، اما در بیرکنز زندگی کرد . او با فرود آندرسن ، همکار سابق خود در دو ورزشگاه ، زندگی می کند  و آنها با هم دارای سه پسر هستند ؛ دیوید، که در حدود کریسمس ۲۰۰۴ به دنیا آمد ، نیکولای، که در سال ۲۰۰۸ و الیاس، که در آگوست ۲۰۱۰ به دنیا آمده است.